# 沃爾納特 (堪薩斯州)
沃爾納特（英語：Walnut）是一個位於美國堪薩斯州克勞福德縣的城市。

## 地方資料
根據2020年美國人口普查的數據，沃爾納特的面積為3.86平方千米，當中陸地面積為3.82平方千米，而水域面積為0.04平方千米。當地共有人口187人，而人口密度為每平方千米48.45人。